# Le Château hanté dans le Salzkammergut
Pour plus de détails, voir Fiche technique et Distribution.
Le Château hanté dans le Salzkammergut (Das Spukschloß im Salzkammergut) est un film allemand réalisé par Hans Billian et Rolf Olsen, sorti en 1966.

## Synopsis
Après trois ans aux États-Unis, la chanteuse Hannelore Auer revient en Europe. Manfred Schnelldorfer la récupère et la conduit au Weisses Rössl, à Wolfgangsee. Ils veulent rencontrer Eva et Udo, car Udo est tout proche. À la demande de Manfred, Hannelore lui raconte l'histoire du voyage, comment il en est résulté le mariage des deux.
Tout commence par une grande dispute. Udo veut partir en tournée avec la revue d'Otto Pfeffer et sa fiancée Eva devrait l'accompagner. Cependant, elle pense différemment et veut plutôt être une actrice. Les deux se disputent et Udo part en tournée seul. Grâce à l'agent artistique Schwarz, Eva est engagée par le metteur en scène Sauerwein, qui souhaite mener une pièce sur Cléopâtre sur une scène en plein air. Isolde Tristan, qu'Eva a rencontrée au bureau de casting, est également engagée. Eva raconte à Udo son engagement et sa percée soudaine sur scène. Avec les autres acteurs Rudi Lustig, Viktor Emmanuel Paulini et Sigrid Gloria Scharf, Eva et Isolde se rendent au château de Forchtenstein, où ils joueront au théâtre le lendemain. Sauerwein avait supposé que son neveu Heinrich, en sa qualité de seigneur du château, pourrait accueillir tous les artistes interprètes. Heinrich, cependant, s'avère être un concierge et les salles du château sont louées à Otto Pfeffer et sa revue, qui veulent jouer sur une scène flottante dans la ville voisine de Mörbisch am See. Eva et les autres acteurs déménagent le lendemain matin.
Udo et ses chanteurs apparaissent le lendemain. Dans la soirée, ils veulent jouer un tour à Eva et aux acteurs et organiser un concert spontané dans la cour du château. La troupe de théâtre se presse en masse pour assister au concert, laissant le groupe les mains vides à la fin. Sauerwein est ruiné et malheureux. Eva, Isolde et Sigrid sont scandalisées et Eva annonce son amitié avec Udo. Les acteurs promettent de se venger. La nuit, ils se comportent comme des monstres et des fantômes et réveillent les chanteurs. Ils sabotent également la revue le lendemain. Ils percent un bateau, qui est utilisé pour une performance, de sorte que le chanteur est bientôt dans l'eau. En outre, ils remplissent les instruments avec de l'eau, tomber dans l'eau à la fin Pfeffer et la moitié de la revue . Cependant, pour les acteurs, les engagements sont terminés et Eva et Isolde partent le lendemain pour rentrer chez elles. Udo la rattrape. Pfeffer lance une grande promotion et les acteurs jouent donc en soirée et devant une salle comble. La tragédie de Cléopâtre est un navet à cause de l'incompétence des acteurs à tel point que Pfeffer abrège le massacre. Eva et Udo se réconcilient et à la fin, même un mariage entre les deux est imaginable.

## Fiche technique
- Titre français : Le Château hanté dans le Salzkammergut[1]
- Titre original allemand : Das Spukschloß im Salzkammergut
- Réalisation : Hans Billian, Rolf Olsen
- Scénario : Hans Billian, Rolf Olsen
- Musique : Gerhard Becker, Gert Wilden
- Direction artistique : Hans Zehetner
- Photographie : Karl Löb
- Société de production : Music House
- Société de distribution : Ceres-Filmverleih
- Pays d'origine :  Allemagne de l'Ouest
- Langue : allemand
- Format : Couleur - 1,37:1 - Mono - 35 mm
- Genre : Musical
- Durée : 81 minutes
- Dates de sortie :
  -  Allemagne de l'Ouest : 25 novembre 1966.
  -  France : 15 mars 1968[2].

## Distribution
- Udo Jürgens : Udo
- Gertraud Jesserer : Eva Birk
- Hannelore Auer : Hannelore Auer
- Manfred Schnelldorfer : Manfred Schnelldorfer
- Ruth Stephan : Isolde Tristan
- Mady Rahl : Sigrid Gloria Scharf
- Ernst Waldbrunn : Sauerwein
- Walter Müller : Heinrich
- Ilse Peternell : La fiancée de Heinrich
- Rolf Olsen : Schwarz
- Kurt Großkurth (de) : Rudi Lustig
- Raoul Retzer : Otto Pfeffer
- Rudolf Schündler : Viktor Emmanuel Paulini
- Oskar Sima : Le bourgmestre